# إيلن ساندويز
إيلن ساندويز (بالإنجليزية: Ellen Sandweiss)‏ هي مغنية وراقصة وعازفة الجاز وممثلة أمريكية، ولدت في 30 ديسمبر 1958 بديترويت في الولايات المتحدة. بدأت مشوارها المهني سنة 1978.

## أعمال

### أفلام
- (1981) ذا إيفل ديد[3]

## وصلات خارجية
- إيلن ساندويز على موقع IMDb (الإنجليزية)
- إيلن ساندويز على موقع أول موفي (الإنجليزية)
- إيلن ساندويز على موقع قاعدة بيانات الفيلم (الإنجليزية)